# Nackenband

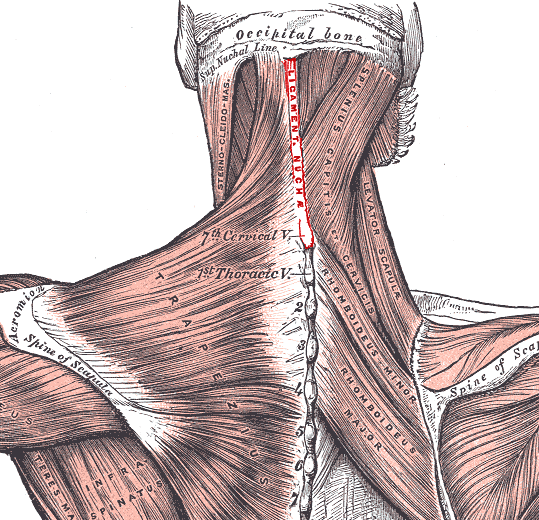
Ligamentum nuchae des Menschen.

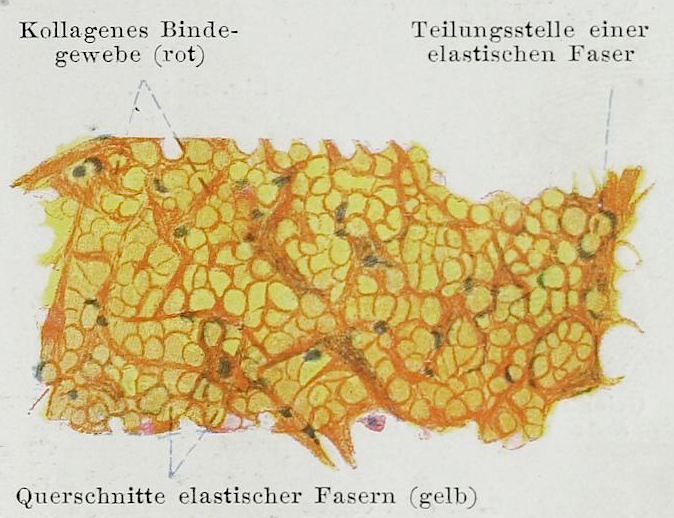
Mikroskopische Aufnahme des Ligamentum nuchae.

Das Nackenband (Ligamentum nuchae) ist ein paariges Band aus elastischem Bindegewebe, das als rückenseitige Verspannung der Halswirbelsäule dient. Es kann als Fortsetzung des Ligamentum supraspinale im Halsbereich angesehen werden. Es erstreckt sich bei den meisten Säugetieren vom Hinterhauptbein bis zum Dornfortsatz des siebten Halswirbels. Bei Hundeartigen beginnt das Nackenband erst am zweiten Halswirbel.
Beim Menschen ist das Nackenband nur gering ausgebildet. Es bildet eine dreieckige Sehnenplatte, deren rückenseitige Kante zwischen Protuberantia occipitalis externa und dem Dornfortsatz des siebten Halswirbels erstreckt, während sich der vordere Rand an den Dornfortsätzen der übrigen Halswirbel anheftet. Es stabilisiert den Kopf, indem es Beugebewegungen der Halswirbelsäule elastisch entgegenwirkt. Zudem dient es dem Ansatz an die angrenzenden tiefen Halsmuskeln.
Bei vielen Tieren ist das Nackenband funktionell von Bedeutung für die Aufrechterhaltung der normalen Kopf- und Halsposition und entlastet die Muskulatur des Nackens. Bei Pferden und Wiederkäuern unterteilt man das Nackenband in einen Nackenstrang (Funiculus nuchae) und eine davon vertikal zu den Wirbeln ausgehende Nackenplatte (Lamina nuchae). Bei Wiederkäuern sind der Nackenstrang und der vordere Teil der Nackenplatte paarig. Nach hinten erstreckt sich das Nackenband bis zu den ersten Brustwirbeln und bildet dort die Widerristkappe. Auch beim Pferd reicht das, hier unpaare Nackenband bis zum vierten Brustwirbeldornfortsatz und bildet dort ebenfalls eine Widerristkappe. Katzen und Schweine besitzen kein Nackenband, die Halsposition wird hier rein über die Nackenmuskeln stabilisiert, weshalb Muskelerkrankungen sich schnell in einem Absenken des Halses und Kopfes äußern.
Zwischen dem Dornfortsatz des zweiten und dritten Brustwirbels und der Widderristkappe liegt der Widerristschleimbeutel (Bursa subligamentosa supraspinalis). Bei Pferden können zwischen Nackenband und den beiden ersten Halswirbeln Genickschleimbeutel (Bursa subligamentosa nuchalis cranialis und caudalis) auftreten.